# حسن اللقماني
حسن اللقماني ، لاعب كرة قدم سعودي , لعب سابقاً لنادي الوحدة ونادي رضوى.